# 動物家族
『動物家族』（どうぶつかぞく）は、1974年10月5日から1975年9月27日までフジテレビ系列局で放送されていたフジテレビ製作のドキュメンタリー番組である。松下電器産業（現・パナソニック）の一社提供。放送時間は毎週土曜 19:00 - 19:30 （日本標準時）。

## 概要
アフリカの動物たちを、人間の立場からではなく動物の立場から描いていたドキュメンタリー。日独合作ドキュメンタリーで、羽仁進が監督を、石坂浩二がナレーターを務めていた。撮影は1973年11月からケニア、タンザニアなどの東アフリカ各国で行われた。

## 主題歌
オープニング・テーマ「アフリカの空の下」
作詞：山上路夫 / 作曲：山下毅雄 / 編曲：原田良一 / 歌：ナル
エンディング・テーマ「陽は昇り陽は沈む」
作詞：山上路夫 / 作曲：山下毅雄 / 編曲：ペザンツ / 歌：ペザンツ

## レコード
- 動物家族（フィリップス・レコード 20Y-13） - 上記のOPテーマとEDテーマを含む歌全14曲を収録。音楽：山下毅雄、ナレーション：石坂浩二。

## 放送局
特筆の無い限り全て同時ネット
- フジテレビ（制作局）
- 新潟放送（TBS系列、日曜 11:30 - 12:00にて放送。本来の系列局である新潟総合テレビが放送当時フジテレビ系列、日本テレビ系列、テレビ朝日系列のトリプルネット局であり編成に余裕が無かったため、系列外の新潟放送がネットしていた）[1]
- 富山テレビ[2]
- 石川テレビ[2]
- 福井テレビ[2]
- 長野放送[3]